# Liste der Naturdenkmäler in Glauburg
Die Liste der Naturdenkmäler in Glauburg nennt die auf dem Gebiet der Gemeinde Glauburg, im Wetteraukreis (Hessen), gelegenen Naturdenkmäler. Sie sind nach dem Hessischen Gesetz über Naturschutz und Landschaftspflege (Hessisches Naturschutzgesetz – HAGBNatSchG) § 12 geschützt und bei der unteren Naturschutzbehörde des Wetteraukreises eingetragen. Die Liste entspricht dem Stand vom 1. Januar 2014.
| Bild | Bezeichnung                                                                   | Ortsteil, Lage                                                    | Beschreibung | Art             | Nr.     |
| ---- | ----------------------------------------------------------------------------- | ----------------------------------------------------------------- | --- | --------------- | ------- |
| BW   | 2 Kastanien am Friedhofseingang                                               | Stockheim, Flur 1, Flurstück 97/1 50° 19′ 33,8″ N, 9° 1′ 2,4″ O   | Rosskastanien südwestlich des Friedhofs. Schutzgrund: ortsbildprägend, alt. | Rosskastanie    | 440.042 |
| BW   | Ehemalige Kiesgrube (südöstlich des Dorfes), Kupferschieferbruch bei Glauberg | Stockheim, Flur 8, Flurstück 326/1 50° 19′ 20,3″ N, 9° 1′ 29,9″ O | Kieskaute mit Zechstein und Rotliegend (Glauburg-Formation) und verschieden gefärbten Kupferlettenschichten (Kupferschiefer) östlich des Feuerwehrhauses. Schutzgrund: geologisch bedeutsamer Aufschluss (Kupferschiefer). | Geotop          | 440.127 |
| BW   | Maulbeerhecken                                                                | Stockheim, Flur 8, Flurstück 363 50° 19′ 16,6″ N, 9° 1′ 35,7″ O   | Hecken der Weißen Maulbeere zur Zucht des Seidenspinners. 65 Bäume. Wirtschaftsgeschichtlich sollte die Seide für Fallschirme der Wehrmacht verwendet werden. Schutzgrund: k. A.                                           | Weiße Maulbeere | 440.128 |
| BW   | Weißdorn an der Enzheimer Pforte                                              | Glauberg, Flur 5, Flurstück 53/2 50° 18′ 27,8″ N, 9° 0′ 26,6″ O   | Weißdorne am südlichen Eingang von Burg Glauburg. Schutzgrund: Besondere Größe und Schönheit des Wuchses. Prägend für den Aufgang zum Glaubergplateau.                                                                     | Weißdorne       | 440.273 |
| BW   | Huteeiche am Annexewall                                                       | Glauberg, Flur 5, Flurstück 53/2 50° 18′ 43,9″ N, 9° 0′ 43,7″ O   | Eiche und Hutebaum am Stichwall zum Wasserreservoir im Nordwesten von Burg Glauburg. Schutzgrund: Sehr großer, landschaftsprägender Einzelbaum mit einer mächtigen Krone am Fuße des Glaubergs.                            | Eiche           | 440.274 |
| BW   | Hutebuche am Walbertsborn                                                     | Glauberg, Flur 5, Flurstück 53/2 50° 18′ 41,5″ N, 9° 0′ 39,7″ O   | Buche und Hutebaum in der Feldgemarkung Walbertsborn am Westhang von Burg Glauburg, 40 m östlich von ND 440.276. Schutzgrund: Besonderer Größe und ausladende Wuchsform der Krone sowie landschaftsprägender Einzelbaum.   | Buche           | 440.275 |
| BW   | Hutebuche am Glauberg                                                         | Glauberg, Flur 5, Flurstück 53/2 50° 18′ 41,2″ N, 9° 0′ 37,6″ O   | Buche und Hutebaum am Westhang von Burg Glauburg, 40 m westlich von ND 440.275. Schutzgrund: Besonderer Größe und ausladende Wuchsform der Krone sowie landschaftsprägender Einzelbaum.                                    | Buche           | 440.276 |
| BW   | Feldahorn auf dem Glaubergplateau                                             | Glauberg, Flur 5, Flurstück 53/2 50° 18′ 33,4″ N, 9° 0′ 26,7″ O   | Feldahorn am westlichen Plateaurand von Burg Glauburg. Schutzgrund: Besonderer Wuchs und Größe, landschaftsprägender Einzelbaum auf dem Glauberg-Plateau.                                                                  | Feldahorn       | 440.277 |
| BW   | Hainbuche am Glauberghang                                                     | Glauberg, Flur 5, Flurstück 53/2 50° 18′ 35″ N, 9° 0′ 23,2″ O     | Hainbuche am Waldweg am Westhang von Burg Glauburg. Schutzgrund: Besonderer schöner Wuchs und Größe, landschaftsprägender Einzelbaum.                                                                                      | Hainbuche       | 440.278 |